# Corpo quadrático
Em matemática, um corpo quadrático é um corpo numérico algébrico K de grau dois sobre Q. É mais fácil mostrar que a função d ↦ Q(√d) é uma bijeção do conjunto de todos os inteiros sem fator quadráticos d≠0,1 ao conjunto de todos os corpos quadráticos. Se d > 0 o corpo quadrático correspondente é chamado um corpo quadrático real, e para d < 0 um corpo quadrático imaginário ou corpo quadrático complexo, correspondendo no caso de sua imersão arquimediana ser real ou complexa.